# 德赖奇
德赖奇（德語：Dreitzsch，發音：[ˈdʁaɪtʃ]）是德国图林根州萨勒-奥拉县的市镇，面积7.26平方千米，2023年12月31日人口为398人。